# Abraham Christopher Behrens

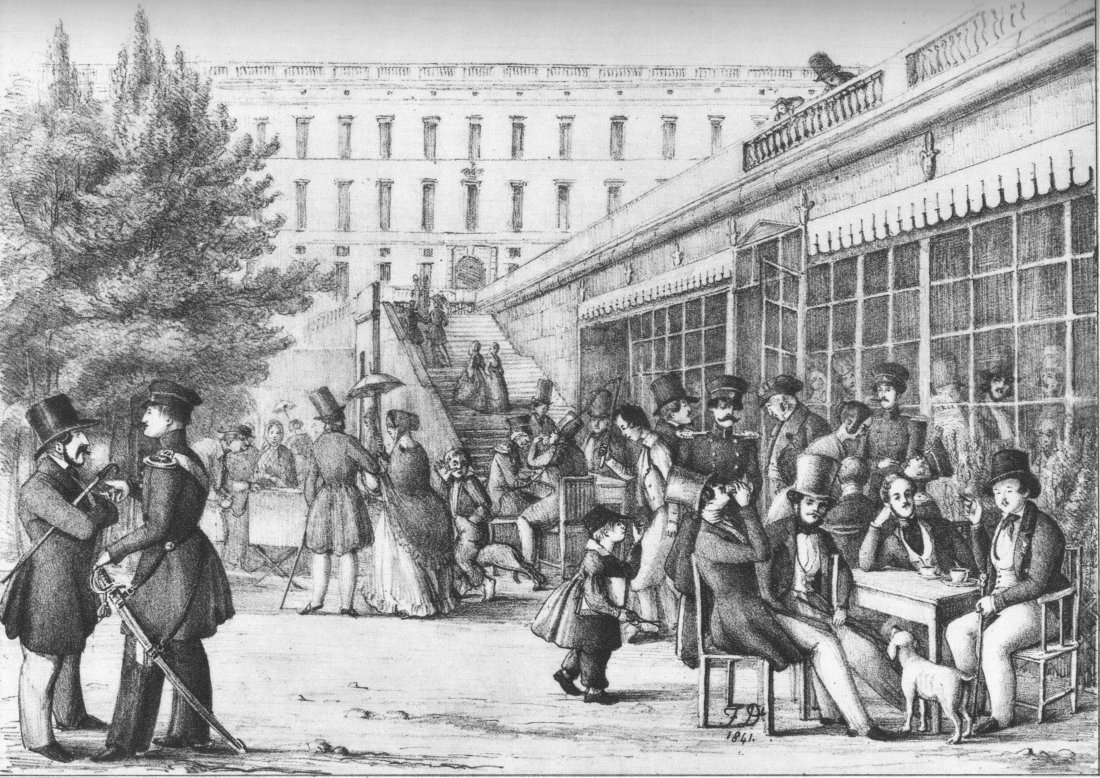
Behrens Strömparterren 1841

Abraham Christopher Behrens, död 1854, var en svensk hovkonditor verksam i Stockholm i huvudsak under förra delen av 1800-talet. Behrens var jude, och vid denna tiden accepterade skråväsende ofta bara kristna lärlingar och gesäller. Ett yrke som låg öppet för var dock konditorns.
Behrens är känd för att ha öppnat Stockholms första moderna hotell 1832; Hôtel Garni i de Hildebrandska husen på Drottninggatan 3. 1838 öppnade Behrens ett populärt schweizeri på Strömparterren som han drev fram till sin död 1854. Det togs därefter över av August Davidson som tillsammans med brodern Wilhelm Davidson tidigare gått i lära hos Behrens. Ferdinand de la Croix var anställd av Behrens innan han startade egen verksamhet.